# 角田市立角田小学校
角田市立角田小学校（かくだしりつ かくだしょうがっこう）は、宮城県角田市にある公立小学校。

## 沿革
- 1873年（明治6年） - 第7大学区第3中学区第1番磐城国伊具郡角田小学校として開校。
- 1886年（明治19年） - 角田高等尋常小学校と改称。
- 2011年（平成23年） - 東日本大震災発生。小田小学校と角田小学校が統合。

## 学区
- 角田市角田（字西田の一部、流の一部、緑町の一部、稔町の一部を除く。）、豊室、小田、梶賀（字高畑南）[1]

## 卒業後の進路
- 角田市立角田中学校[1]

## 所在地
- 宮城県角田市角田牛舘41